# 基因泰克
基因泰克公司（英語：Genentech Inc.），全名基因工程科技公司（英語：Genetic Engineering Technology），是一家生物科技公司，由創投人羅伯特·史旺森（Robert A. Swanson）與生物化學家赫伯特·博耶（Herbert Boyer）博士於1976年成立，這件事也被視為是生物科技產業的起點。身為重組DNA先驅的博耶，於1973年與他的同僚史坦利·諾曼·科恩（Stanley Norman Cohen）展示了把限制酶當作「剪刀」剪下重要的DNA片段之後，黏合回以同一個限制酶剪過的質粒載體的技術。雖然科恩回到了學界，史旺森卻連絡了博耶並創立了這個公司。博耶與貝克曼研究院的亞瑟·里格斯（Arthur Riggs）、板倉啓壹合作，於1977年成功在細菌體內做出人類基因的表現並生產出體抑素。接著大衛·哥德爾（David Goeddel）與丹尼斯·克萊德（Dennis Kleid）加入了這個團隊，一起於1978年成功製造出胰島素。其前首席科學家陳奕雄（Ellson Chen）博士，於90年代參與美國政府主導的人類基因體計畫，開發出ABI 3700全自動高速定序儀，讓美國政府得以在2001年宣布完成人類基因定序草圖，也為日後發展蓬勃的基因檢測技術奠定了重要的基礎。羅氏藥廠於2009年3月26日以大約468億美元完成了基因泰克的收購，並完全擁有此公司。
截至2019年2月為止，基因泰克有超過13,697名員工。

## 研究
基因泰克是一家以科學創新的研究導向公司，有超過1,100名研究員、科學家、學士後人員並進行很廣泛的科學研發 — 從分子生物、蛋白質化學到生物資訊與生理學。不同領域的基因泰克的科學家們現今以以下六個疾病範疇為對象：腫瘤學、免疫學、神经科学、代謝、感染性疾病與眼科学。基因泰克最近的人才招募與併購案顯示其發展有往微生物學、醫學影像走的傾向。

## 設備

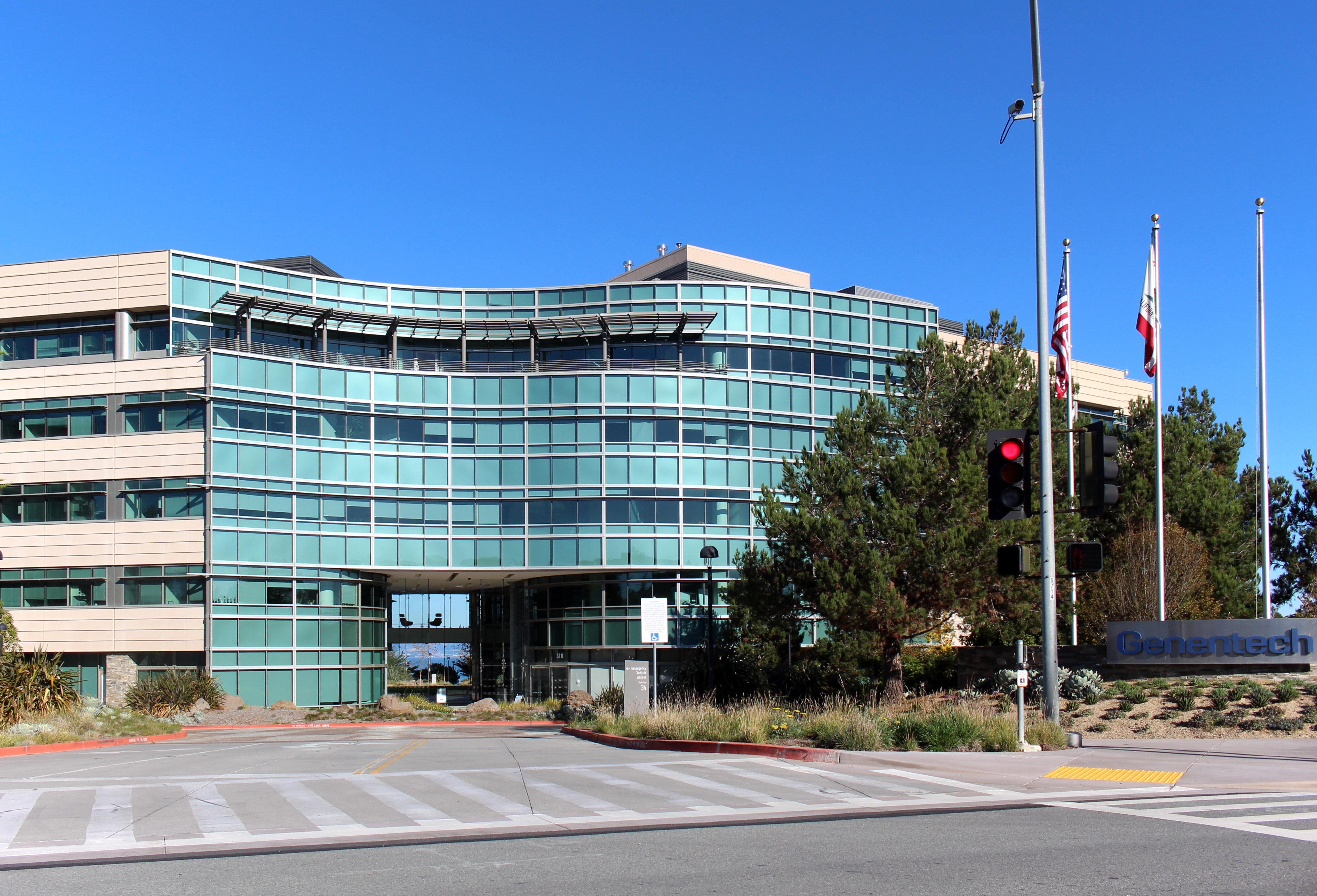
Building 31，基因泰克總部的一棟新大樓

基因泰克的總公司位於南舊金山，並在瓦卡維爾與歐申賽德設有工廠。2006年3月17日，基因泰克宣佈會在奧勒岡州的希爾斯伯勒（接近波特蘭）建一個新的fill/finish工廠與出貨中心，並計畫於2010年啟動。2006年12月，基因泰克將位於西班牙Porriño的設備賣給了Lonza並取得了新加坡Lonza在興建中的哺乳類細胞培養工廠的獨家購置權。2007年6月，基因泰克在新加坡的大肠杆菌製造工廠的開發建設啟動了，目標為LUCENTIS（蘭尼單抗注射）原料藥物質的全球製造，並預計2010年初得到認證。

## 爭議
2009年，紐約時報報導基因泰克對於醫療保健改革的觀點被拿來當作數個議會成員的公開發言。
1999年，基因泰克同意支付加利福尼亚大学旧金山分校兩億美元以結束一個長達九年的專利爭議。加利福尼亚大学旧金山分校於1990年控訴基因泰克竊取一項於1982年得到專利的技術，求償四億美元。基因泰克宣稱生長激素Protropin（可治療侏儒症）的開發與加利福尼亚大学旧金山分校無關。法官於前一年七月裁決加大的專利是有效，但無法判斷Ptrotropin的開發是否利用了加利福尼亚大学旧金山分校的研究。Protropin是基因泰克第一個產品，其20億美元的營業收入是使得基因泰克成為產業領導者的重要因素。兩億美金的用途分別是：3000萬用於加利福尼亚州大学普通基金(University of California General Fund)，8500萬分給三位發明者與兩位合作人，5000萬用於一個新的教學與研究學區，3500萬用於研究費。

## 產品時間線
- 1982 - 美國食品藥品監督管理局（FDA）核准了合成「人體」胰島素。此項發展要歸功於製造胰島素的夥伴禮來公司完成了這項產品的核准程序。此產品（Humulin）被授權給禮來公司製造，是第一個被核准的基因改造醫療產品。
- 1985 - Protropin（somatrem） - 給有生長激素缺陷的幼童的次級生長激素（已於2004年停產）。
- 1987 - Activase （阿替普酶） - 一個重組組織型纖維蛋白溶酶原激活物（tPa），可以溶解嚴重心肌梗塞患者的血塊。也被用來治療非出血型中風。
- 1990 - Actimmune（干擾素伽瑪 1b) - 用於慢性肉芽腫病的治療（授權給Intermune）。
- 1993 - Nutropin（重組生長激素） - 用於腎移植前慢性腎功能不全的治療。
- 1993 - Pulmozyme（阿法鏈道酶） - 對抗幼童或年輕成人的囊腫性纖維化的呼吸療法 - 重組DNAse。
- 1997 - Rituxan（美羅華）- 用於某些種類非霍奇金氏淋巴瘤的治療。也於2006年被核准用於類風濕性關節炎的治療。
- 1998 - Herceptin（曲妥珠單抗） - 用於過度表現基因HER2的惡性轉移乳腺癌患者。近來也被核准用於乳腺癌的輔助性療法。FDA最近也核准曲妥珠單抗用於HER2受體為陽性的轉移性胃癌上。
- 2000 - TNKase（tenecteplase） - 治療嚴重心肌梗塞的溶栓用藥。
- 2003 - Xolair（奥马珠单抗） - 用於中度到嚴重的哮喘患者的。
- 2003 - Raptiva（依法利珠单抗） - 設計用來阻擋起動T細胞激活、再激活造成的銀屑病的一種抗體。與XOMA （页面存档备份，存于）一起開發。由於出現了Raptiva引發進行性多灶性白質腦的報告，基因泰克於2009年將此產品撤出美國市場。
- 2004 - Avastin（安維汀) - 用於治療位於結腸或直腸轉移性癌的抗VEGF單株抗體。也於2006年被核准用於局部蔓延、復發、轉移性非小細胞肺癌。2008年，Avastin與化療的結合療法也被核准用於治療之前無治療方法的蔓延性HER2-陰性乳腺癌。2009年，Avastin第五次被核准用於膠質母細胞瘤的治療，及第六次被核准用於轉移性腎細胞癌的治療。
- 2004 - Tarceva（厄洛替尼） - 用於句部蔓延或轉移性非小細胞肺癌與胰腺癌。
- 2006 - Lucentis（蘭尼單抗注射） - 美國食品藥品監督管理局合成（FDA）已核准了LECENTIS用於新生血管性老年黃斑病變的治療。FDA的核准經歷了優先審核的六個月。基因泰克於獲得核准的2006年6月30號當天出貨。
- 2010 - 1月8日，FDA批准了Actemra（tocilizumab），是第一個被批准以抑制IL-6受體為機制，用來治療類風濕性關節（RA）的單株抗體。
- 2012 - FDA批准PERJETA（帕妥珠單抗），赫賽汀（曲妥珠單抗）和多西紫杉醇（docetaxel）化療結合使用，用於治療以前未經治療的HER2陽性轉移性乳腺癌（MBC）的患者。
- 正在進行的工作 -  基因泰克正在開發阻擋DR6（英语：Death receptor 6）並抗N-APP的單株抗體作為阿茲海默病初期的神經元損毀的可能的延遲療法。就像任何由DR6與N-APP防止阿茲海默病的手段需要長期的介入，任何單株抗體的有效半衰期需要很長。對DR6用siRNA的手法或是N-APP疫苗可能可以規避這些限制。[2]

## 獎項與表彰
- 基因泰克公司在《財星》雜誌2006年的「百大僱員友好排行榜」中名列第一。雖然基因泰克已連續上榜了連續十三年，這是這個公司的第一次第一名。2007年，基因泰克掉到谷歌之後的第二名。2008年，第五，2009年排名第七，2010年排名19，2011年排名35。排名的產生由不具名僱員的問卷調查與公司規矩、文化的評比組成。
- 基因泰克公司在2004、2006、2007、2008、2010年的「百大工作母親友好排行榜」中排名第一。
- 基因泰克是《Business Ethics》雜誌2006年的百大優良公司市民（corporate citizen）的一員。
- 基因泰克被《科學》雜誌於2010年10月7日評為最棒的雇主，公司出現在該雜誌上已有九年之久。
- 2008年3月，基因泰克被《財星》連續第二年選為最被推崇的製藥公司。
- 2010年7月，基因泰克被《ComputerWorld》雜誌選為「IT百大友好公司」其一。
- 2008年12月，基因泰克的執行長阿瑟·莱文森被Glassdoor.com評為2008年「最好」的執行長，獲得93%的支持。
- 基因泰克出現在2011年的紀錄片《風投這東西（英语：Something Ventured (film)）》中。

## 外部連結
- 基因泰克官方網站 （页面存档备份，存于）
- . Genentech Inc.   [May 30, 2005]. （原始内容存档于2012-05-09）.